# NGC 6045
NGC 6045 (auch NGC 6045A) ist eine Balken-Spiralgalaxie mit aktivem Galaxienkern vom Hubble-Typ SBc im Sternbild Herkules am Nordsternhimmel. Sie ist schätzungsweise 450 Millionen Lichtjahre von der Milchstraße entfernt und hat einen Durchmesser von rund 175.000 Lichtjahren. Die Galaxie gilt als Mitglied des Herkules-Galaxienhaufens Abell 2151. Gemeinsam mit PGC 84720 (auch NGC 6045B) bildet sie das Galaxienpaar Arp 71.
Halton Arp gliederte seinen Katalog ungewöhnlicher Galaxien nach rein morphologischen Kriterien in Gruppen. Diese Galaxie gehört zu der Klasse Spiralgalaxien mit einem kleinen Begleiter hoher Flächenhelligkeit auf einem Arm (Arp-Katalog).
Im selben Himmelsareal befinden sich u. a. die Galaxien NGC 6043, NGC 6047, NGC 6050, IC 1179.
Das Objekt wurde am 27. Juni 1886 vom US-amerikanischen Astronomen Lewis Swift entdeckt.